# 2004년 하계 올림픽 유도
2004년 하계 올림픽의 유도는 2004년 8월 14일부터 8월 20일까지 그리스 아테네 아노리오시아 경기장에서 진행되었다. 이 대회에서는 메달과 함께 월계관이 수여되었다.

## 경기장
아테네에 있는 아노리오시아 경기장에서 경기가 열렸다.
| 도시            | 경기장                                    | 비고    |
| --------------- | ----------------------------------------- | ------- |
| 아테네 (Athens) | 아노리오 경기장 (Rio stadium Arnaud Asia) | 전 경기 |

## 세부 종목
남녀 각 7종목씩 총 14종목이 진행되었으며, 세부 종목은 아래와 같다.
| - 남자 종목 - 60kg급 - 66kg급 - 73kg급 - 81kg급 - 90kg급 - 100kg급 - 100kg 이상급 | - 여자 종목 - 48kg급 - 52kg급 - 57kg급 - 63kg급 - 70kg급 - 78kg급 - 78kg 이상급 |

## 메달리스트

### 남자
| 종목                    | 금                           | 은                           | 동                                 |
| ----------------------- | ---------------------------- | ---------------------------- | ---------------------------------- |
| 남자 60kg급 자세히      | 노무라 다다히로 · 일본       | 네스토르 헤르기아니 · 조지아 | 하시바타링 차강바타르 · 몽골       |
| 남자 60kg급 자세히      | 노무라 다다히로 · 일본       | 네스토르 헤르기아니 · 조지아 | 최민호 · 대한민국                  |
| 남자 66kg급 자세히      | 우치시바 마사토 · 일본       | 요제프 크르나치 · 슬로바키아 | 게오르기 게오르기에프 · 불가리아   |
| 남자 66kg급 자세히      | 우치시바 마사토 · 일본       | 요제프 크르나치 · 슬로바키아 | 요르다니스 아렌시비아 · 쿠바       |
| 남자 73kg급 자세히      | 이원희 · 대한민국            | 비탈리 마카로프 · 러시아     | 지미 페드로 · 미국                 |
| 남자 73kg급 자세히      | 이원희 · 대한민국            | 비탈리 마카로프 · 러시아     | 레안드루 길례이루 · 브라질         |
| 남자 81kg급 자세히      | 일리아스 일리아디스 · 그리스 | 로만 혼튜크 · 우크라이나     | 드미트리 노소프 · 러시아           |
| 남자 81kg급 자세히      | 일리아스 일리아디스 · 그리스 | 로만 혼튜크 · 우크라이나     | 플라비우 칸투 · 브라질             |
| 남자 90kg급 자세히      | 주라브 즈비아다우리 · 조지아 | 이즈미 히로시 · 일본         | 마르크 하위징아 · 네덜란드         |
| 남자 90kg급 자세히      | 주라브 즈비아다우리 · 조지아 | 이즈미 히로시 · 일본         | 하산비 타오프 · 러시아             |
| 남자 100kg급 자세히     | 이하르 마카라우 · 벨라루스   | 장성호 · 대한민국            | 아리엘 제에비 · 이스라엘           |
| 남자 100kg급 자세히     | 이하르 마카라우 · 벨라루스   | 장성호 · 대한민국            | 미하엘 유라크 · 독일               |
| 남자 100kg이상급 자세히 | 스즈키 게이지 · 일본         | 타메를란 트메노프 · 러시아   | 인드레크 페르텔손 · 에스토니아     |
| 남자 100kg이상급 자세히 | 스즈키 게이지 · 일본         | 타메를란 트메노프 · 러시아   | 데니스 판 데르 헤이스트 · 네덜란드 |

### 여자
| 종목                   | 금                        | 은                              | 동                             |
| ---------------------- | ------------------------- | ------------------------------- | ------------------------------ |
| 여자 48kg급 자세히     | 다니 료코 · 일본          | 프레데리크 조시네 · 프랑스      | 율리아 마티야스 · 독일         |
| 여자 48kg급 자세히     | 다니 료코 · 일본          | 프레데리크 조시네 · 프랑스      | 가오펑 · 중화인민공화국        |
| 여자 52kg급 자세히     | 셴둥메이 · 중화인민공화국 | 요코사와 유키 · 일본            | 일서 헤일런 · 벨기에           |
| 여자 52kg급 자세히     | 셴둥메이 · 중화인민공화국 | 요코사와 유키 · 일본            | 아마릴리스 사본 · 쿠바         |
| 여자 57kg급 자세히     | 이본 뵈니슈 · 독일        | 계순희 · 조선민주주의인민공화국 | 유리슬레이디 루페테이 · 쿠바   |
| 여자 57kg급 자세히     | 이본 뵈니슈 · 독일        | 계순희 · 조선민주주의인민공화국 | 데보라 흐라벤스테인 · 네덜란드 |
| 여자 63kg급 자세히     | 다니모토 아유미 · 일본    | 클라우디아 하일 · 오스트리아    | 우르슈카 졸니르 · 슬로베니아   |
| 여자 63kg급 자세히     | 다니모토 아유미 · 일본    | 클라우디아 하일 · 오스트리아    | 드리울리스 곤살레스 · 쿠바     |
| 여자 70kg급 자세히     | 우에노 마사에 · 일본      | 에딧 보스 · 네덜란드            | 아네트 뵘 · 독일               |
| 여자 70kg급 자세히     | 우에노 마사에 · 일본      | 에딧 보스 · 네덜란드            | 친둥야 · 중화인민공화국        |
| 여자 78kg급 자세히     | 안노 노리코 · 일본        | 류샤 · 중화인민공화국           | 루차 모리코 · 이탈리아         |
| 여자 78kg급 자세히     | 안노 노리코 · 일본        | 류샤 · 중화인민공화국           | 유리셀 라보르데 · 쿠바         |
| 여자 78kg이상급 자세히 | 쓰카다 마키 · 일본        | 다이마 벨트란 · 쿠바            | 테아 돈구자시빌리 · 러시아     |
| 여자 78kg이상급 자세히 | 쓰카다 마키 · 일본        | 다이마 벨트란 · 쿠바            | 쑨푸밍 · 중화인민공화국        |

## 메달 집계

### 최종 순위
| 순위 | 국가                         | 금메달 | 은메달 | 동메달 | 합계 |
| ---- | ---------------------------- | ------ | ------ | ------ | ---- |
| 1    | 일본 (JPN)                   | 8      | 2      | 0      | 10   |
| 2    | 중화인민공화국 (CHN)         | 1      | 1      | 3      | 5    |
| 3    | 대한민국 (KOR)               | 1      | 1      | 1      | 3    |
| 4    | 조지아 (GEO)                 | 1      | 1      | 0      | 2    |
| 5    | 독일 (GER)                   | 1      | 0      | 3      | 4    |
| 6    | 벨라루스 (BLR)               | 1      | 0      | 0      | 1    |
| 6    | 그리스 (GRE)                 | 1      | 0      | 0      | 1    |
| 7    | 러시아 (RUS)                 | 0      | 2      | 3      | 5    |
| 8    | 쿠바 (CUB)                   | 0      | 1      | 5      | 6    |
| 9    | 네덜란드 (NED)               | 0      | 1      | 3      | 4    |
| 10   | 프랑스 (FRA)                 | 0      | 1      | 0      | 1    |
| 10   | 오스트리아 (AUT)             | 0      | 1      | 0      | 1    |
| 10   | 조선민주주의인민공화국 (PRK) | 0      | 1      | 0      | 1    |
| 10   | 슬로바키아 (SVK)             | 0      | 1      | 0      | 1    |
| 10   | 우크라이나 (UKR)             | 0      | 1      | 0      | 1    |
| 11   | 브라질 (BRA)                 | 0      | 0      | 3      | 3    |
| 12   | 벨기에 (BEL)                 | 0      | 0      | 1      | 1    |
| 12   | 불가리아 (BUL)               | 0      | 0      | 1      | 1    |
| 12   | 에스토니아 (EST)             | 0      | 0      | 1      | 1    |
| 12   | 이스라엘 (ISR)               | 0      | 0      | 1      | 1    |
| 12   | 이탈리아 (ITA)               | 0      | 0      | 1      | 1    |
| 12   | 몽골 (MGL)                   | 0      | 0      | 1      | 1    |
| 12   | 슬로베니아 (SLO)             | 0      | 0      | 1      | 1    |
| 12   | 미국 (USA)                   | 0      | 0      | 1      | 1    |
| 합계 | 합계                         | 14     | 14     | 14     | 42   |